# Wereldkampioenschappen kunstschaatsen 1924
De Wereldkampioenschappen kunstschaatsen 1924 werden gevormd door drie toernooien die door de Internationale Schaatsunie werden georganiseerd.
De drie kampioenschappen werden binnen een maand gehouden na het Olympische schaatstoernooi in Chamonix die van 28 tot en met 31 januari plaatsvond.
Voor de vrouwen was het de twaalfde editie. Dit kampioenschap vond plaats op 16 en 17 februari in Oslo (toen nog Kristiania geheten), Noorwegen. Het was de tweede keer dat een WK toernooi in Oslo en Noorwegen plaatsvond, een jaar eerder streden de paren er om de wereldtitel.
Voor de mannen was het de 22e editie, voor de paren de tiende. Deze twee kampioenschappen vonden plaats op 26 en 27 februari in Manchester, Verenigd Koninkrijk. Manchester was voor de tweede keer gaststad voor een WK toernooi, in 1912 was het eveneens gaststad voor de toernooien voor mannen en paren. Het Verenigd Koninkrijk was voor de vierde keer gastland voor een WK toernooi, Londen was in 1898 en 1902 gaststad voor de mannenkampioenschappen.

## Deelname
Er namen deelnemers uit zes landen deel aan deze kampioenschappen. Zij vulden 17 startplaatsen in. Voor het eerst nam er een deelnemer van buiten Europa aan een van de WK toernooien deel. De Verenigde Staten waren het tiende land waarvan ten minste een deelnemer aan een van de WK kampioenschappen deelnam. Beatrix Loughran viel deze eer te beurt. Ze vertoefde in Europa vanwege de Spelen waaraan ze had deelgenomen. Naast Loughran hadden nog acht andere WK deelnemers aan de Spelen deelgenomen.
(Tussen haakjes het totaal aantal startplaatsen in de drie toernooien.)
| Oostenrijk (7) Noorwegen (3) Zweden (3) | Verenigd Koninkrijk (2) Weimarrepubliek (1) Verenigde Staten (1) |

## Medailleverdeling
Bij de mannen veroverde olympisch kampioen Grafström voor de tweede keer de wereldtitel, in 1922 behaalde hij zijn eerste. Böckl op plaats twee (deze plaats behaalde hij ook op de Spelen) behaalde zijn vijfde medaille, in 1913 en 1923 werd hij ook tweede, in 1914 en 1922 derde. Oppacher behaalde zijn eerste medaille.
Bij de vrouwen prolongeerde olympisch kampioene Plank-Szabo de wereldtitel. Het was haar derde titel oprij, ze evenaarde hiermee de prestatie van Hongaarse vrouwen Lily Kronberger en Opika von Méray Horváth die deze prestatie respectievelijk van 1908-1910 en 1912-194 leverden. De WK debutanten Brockhöft en Loughran (de zilveren medaille winnares op de Spelen) behaalden respectievelijk de zilveren en bronzen medaille.
Bij de paren werden de olympisch kampioenen Engelmann / Berger voor de tweede keer wereldkampioen, hun eerste titel behaalden ze in 1922. Voor Engelmann was het haar derde titel, in 1913 behaalde ze deze titel met schaatspartner Karl Mejstrik. Het debuterende paar Muckelt / Page (op de Spelen als vierde geëindigd) behaalden de zilveren medaille. Het paar Henrikson / Ekström behaalden met hun tweede medaille voor het tweede jaar op rij de bronzen medaille.
| Discipline | Goud                             | Zilver                    | Brons                           |
| ---------- | -------------------------------- | ------------------------- | ------------------------------- |
| Mannen     | Gillis Grafström                 | Willy Böckl               | Ernest Oppacher                 |
| Vrouwen    | Herma Plank-Szabo                | Ellen Brockhöft           | Beatrix Loughran                |
| Paren      | Helene Engelmann / Alfred Berger | Ethel Muckelt / John Page | Elna Henrikson / Kaj af Ekström |

## Uitslagen
pc = plaatsingcijfer
| #      | naam (deelname)      | land                         | pc |
| ------ | -------------------- | ---------------------------- | -- |
| Goud   | Gillis Grafström (3) | Vlag van Zweden              |    |
| Zilver | Willy Böckl (5)      | Vlag van Oostenrijk          |    |
| Brons  | Ernest Oppacher (4)  | Vlag van Oostenrijk          |    |
| 4      | John Page            | Vlag van Verenigd Koninkrijk |    |
| 5      | Ludwig Wrede (2)     | Vlag van Oostenrijk          |    |
| 6      | Otto Preissecker     | Vlag van Oostenrijk          |    |
| 7      | Martin Stixrud (4)   | Vlag van Noorwegen           |    |

| #      | naam (deelname)       | land                                          | pc |
| ------ | --------------------- | --------------------------------------------- | -- |
| Goud   | Herma Plank-Szabo (3) | Vlag van Oostenrijk                           |    |
| Zilver | Ellen Brockhöft       | Vlag van Duitsland tijdens de Weimarrepubliek |    |
| Brons  | Beatrix Loughran      | Vlag van Verenigde Staten (1912-1959)         |    |
| 4      | Gisela Reichmann (3)  | Vlag van Oostenrijk                           |    |
| 5      | Sonja Henie           | Vlag van Noorwegen                            |    |
| 6      | Klara Johansen        | Vlag van Noorwegen                            |    |
| 7      | Ragnvi Torslow        | Vlag van Zweden                               |    |

| Er deden drie paren uit drie landen mee. Ethel Muckelt nam in 1923 deel in het vrouwentoernooi, John Page dit jaar ook nog in het mannentoernooi. \| # \| naam (deelname) \| land \| pc \| \| ------ \| -------------------------------------- \| ---------------------------- \| -- \| \| Goud \| Helene Engelmann (2) Alfred Berger (2) \| Vlag van Oostenrijk \| 5 \| \| Zilver \| Ethel Muckelt (2) John Page \| Vlag van Verenigd Koninkrijk \| 10 \| \| Brons \| Elna Henrikson (2) Kaj af Ekström (2) \| Vlag van Zweden \| 15 \| |                                        |                              |    |
| # | naam (deelname)                        | land                         | pc |
| Goud | Helene Engelmann (2) Alfred Berger (2) | Vlag van Oostenrijk          | 5  |
| Zilver | Ethel Muckelt (2) John Page            | Vlag van Verenigd Koninkrijk | 10 |
| Brons | Elna Henrikson (2) Kaj af Ekström (2)  | Vlag van Zweden              | 15 |

Medaillewinnaars

Mannen · 
Vrouwen ·
Paren · 
IJsdansen

 Toernooi

1896 · 
1897 · 
1898 · 
1899 · 
1900 · 
1901 · 
1902 · 
1903 · 
1904 · 
1905 · 
1906 · 
1907 · 
1908 · 
1909 · 
1910 · 
1911 · 
1912 · 
1913 · 
1914 · 
1915-1921 · 
1922 · 
1923 · 
1924 · 
1925 · 
1926 · 
1927 · 
1928 · 
1929 · 
1930 · 
1931 · 
1932 · 
1933 · 
1934 · 
1935 · 
1936 · 
1937 · 
1938 · 
1939 ·
1940-1946 · 
1947 · 
1948 · 
1949 · 
1950 · 
1951 · 
1952 · 
1953 · 
1954 · 
1955 · 
1956 · 
1957 · 
1958 · 
1959 · 
1960 · 
1961 · 
1962 · 
1963 · 
1964 · 
1965 · 
1966 · 
1967 · 
1968 · 
1969 · 
1970 · 
1971 · 
1972 · 
1973 · 
1974 · 
1975 · 
1976 · 
1977 · 
1978 · 
1979 · 
1980 · 
1981 · 
1982 · 
1983 · 
1984 · 
1985 · 
1986 · 
1987 · 
1988 · 
1989 · 
1990 · 
1991 · 
1992 · 
1993 · 
1994 · 
1995 ·
1996 · 
1997 · 
1998 · 
1999 · 
2000 · 
2001 · 
2002 · 
2003 · 
2004 · 
2005 · 
2006 ·
2007 ·
2008 ·
2009 ·
2010 ·
2011 ·
2012 ·
2013 ·
2014 ·
2015 ·
2016 ·
2017 ·
2018 ·
2019 · 
2020 · 
2021 ·
2022 ·
2023 ·
2024

 ISU-kampioenschappen

WK kunstschaatsen junioren ·
EK kunstschaatsen ·
Viercontinentenkampioenschap ·
Olympische Spelen